# GRS 80
GRS 80 ("Geodetic Reference System 1980") er en model af Jorden, som omfatter de vigtigste parametre for jordlegemet, klodens tyngdefelt og dens rotation. Systemet bygger på en ellipsoide, som refererer til de geometriske beregnings- og afbildningsflader i det geofysiske rumrefencesystem (ETRS89).
Systemet blev vedtaget i 1979 på generalforsamlingen i IUGG, den internationale paraplyorganisation for geodæsi og geofysik. Efter aftale med den IAU blev GRS80 beskrevet detaljeret i 1980.
De vigtigste data for publikum er dem, som drejer sig om "middeljordellipsoiden":
- ækvatorradius a = 6378 137,0 meter
- polradius b = 6356 752,3141 meter
- jordens affladning f = 1 : 298,257 2221

GPS bruger den såkaldte WGS 84, der bygger på den praktisk talt samme ellipsoide, men som indeholder flere data vedrørende tyngdefeltet.
I Europa vil GRS80 skabe det fremtidige grundlag for en ensartet landmåling, som bruges sammen med et afbildningssystem, der er baseret på en UTM-grafik.

## Eksterne links
- MapRef Arkiveret 18. april 2019 hos  Wayback Machine - Europäische Referenzsysteme und Kartenprojektionen
- GRS 80 specifikationer Arkiveret 25. december 2005 hos  Wayback Machine
- IAG Handbook 2008: The Geodesist’s Handbook 2016 Arkiveret 22. december 2017 hos  Wayback Machine i Journal of Geodesy, 2016, 90, 10 (engelsk).